# Station Landelies
Station Landelies is een spoorwegstation langs spoorlijn 130A (Charleroi - Erquelinnes) in Landelies, een deelgemeente van de gemeente Montigny-le-Tilleul.

## Treindienst
| Serie       | Treinsoort               | Route                                                                | Bijzonderheden                                                                            |
| ----------- | ------------------------ | -------------------------------------------------------------------- | ----------------------------------------------------------------------------------------- |
| S 63        | S-trein Charleroi (NMBS) | Charleroi-Centraal – Labuissière – Erquelinnes – Maubeuge            | Tijdens de spits extra ritten Charleroi-Centraal-Erquelinnes. Rijdt in het weekend 1×/2u. |
| P 7750/8750 | Piekuurtrein (NMBS)      | [ Erquelinnes – Labuissière – ] / [ Ottignies – ] Charleroi-Centraal | Rijdt alleen op werkdagen.                                                                |

## Reizigerstellingen
De grafiek en tabel geven het gemiddeld aantal instappende reizigers weer op een week-, zater- en zondag.
| Tabel: aantal instappende reizigers station Landelies | Tabel: aantal instappende reizigers station Landelies | Tabel: aantal instappende reizigers station Landelies | Tabel: aantal instappende reizigers station Landelies |
|                                                       | Weekdag                                               | Zaterdag                                              | Zondag                                                |
| ----------------------------------------------------- | ----------------------------------------------------- | ----------------------------------------------------- | ----------------------------------------------------- |
| 1977                                                  | 125                                                   | 55                                                    | 41                                                    |
| 1978                                                  | 129                                                   | 30                                                    | 13                                                    |
| 1979                                                  | 129                                                   | 50                                                    | -                                                     |
| 1980                                                  | 182                                                   | 52                                                    | 67                                                    |
| 1981                                                  | 146                                                   | 66                                                    | 47                                                    |
| 1982                                                  | 182                                                   | 65                                                    | 45                                                    |
| 1983                                                  | 171                                                   | 32                                                    | 42                                                    |
| 1984                                                  | 157                                                   | 59                                                    | 38                                                    |
| 1985                                                  | 154                                                   | 42                                                    | 50                                                    |
| 1986                                                  | 145                                                   | 66                                                    | 24                                                    |
| 1987                                                  | 142                                                   | 55                                                    | 25                                                    |
| 1988                                                  | 148                                                   | 41                                                    | 29                                                    |
| 1989                                                  | 180                                                   | 42                                                    | 28                                                    |
| 1990                                                  | 137                                                   | 34                                                    | 17                                                    |
| 1991                                                  | 128                                                   | 44                                                    | 38                                                    |
| 1992                                                  | 130                                                   | 29                                                    | 35                                                    |
| 1993                                                  | 125                                                   | 34                                                    | 17                                                    |
| 1994                                                  | 126                                                   | 33                                                    | 22                                                    |
| 1995                                                  | 113                                                   | 25                                                    | 26                                                    |
| 1996                                                  | 110                                                   | 11                                                    | 15                                                    |
| 1997                                                  | 130                                                   | 23                                                    | 17                                                    |
| 1998                                                  | 96                                                    | 25                                                    | 20                                                    |
| 1999                                                  | 75                                                    | 22                                                    | 14                                                    |
| 2000                                                  | 112                                                   | 26                                                    | 14                                                    |
| 2001                                                  | 98                                                    | 18                                                    | 14                                                    |
| 2002                                                  | 90                                                    | 26                                                    | 34                                                    |
| 2003                                                  | 83                                                    | 14                                                    | 12                                                    |
| 2004                                                  | 91                                                    | 17                                                    | 25                                                    |
| 2005                                                  | 91                                                    | 31                                                    | 26                                                    |
| 2006                                                  | 78                                                    | 18                                                    | 12                                                    |
| 2007                                                  | 97                                                    | 18                                                    | 12                                                    |
| 2008                                                  | -                                                     | -                                                     | -                                                     |
| 2009                                                  | 91                                                    | 18                                                    | 18                                                    |
| 2010                                                  | -                                                     | -                                                     | -                                                     |
| 2011                                                  | -                                                     | -                                                     | -                                                     |
| 2012                                                  | 87                                                    | 12                                                    | 16                                                    |
| 2013                                                  | 84                                                    | 16                                                    | 14                                                    |
| 2014                                                  | 74                                                    | 11                                                    | 14                                                    |
| 2015                                                  | 77                                                    | 10                                                    | 29                                                    |
| 2016                                                  | 75                                                    | 13                                                    | 18                                                    |
| 2017                                                  | 66                                                    | 18                                                    | 17                                                    |
| 2018                                                  | 75                                                    | 23                                                    | 14                                                    |
| 2019                                                  | 59                                                    | 12                                                    | 9                                                     |
| 2020                                                  | 55                                                    | 16                                                    | 10                                                    |
| 2021                                                  | -                                                     | -                                                     | -                                                     |
| 2022                                                  | 70                                                    | 46                                                    | 35                                                    |
| 2023                                                  | 78                                                    | 8                                                     | 12                                                    |
| 2024                                                  | 81                                                    | 11                                                    | 14                                                    |

0,0: Charleroi-Centraal ·
1,0: Marcinelle ·
1,8: La Villette ·
2,5: La Sambre ·
4,1: Marchienne-Zône ·
4,5: Jambe-de-Bois ·
8,0: Landelies ·
11,6: Hourpes ·
14,9: Thuin ·
16,9: Lobbes ·
21,8: Fontaine-Valmont ·
23,7: Labuissière ·
25,7: Solre-sur-Sambre ·
27,6: Erquelinnes-Dorp ·
29,1: Erquelinnes